# フリストス・ミロルドス
フリストス・ミロルドス（ギリシャ語:Χρίστος Μυλόρδος、1991年4月30日 - ）は、キプロスの歌手で、同国の首都・ニコシアの出身である。ユーロビジョン・ソング・コンテスト2011のキプロス代表として、2011年5月にドイツのデュッセルドルフにて行われる同大会に参加する。

## ユーロビジョン・ソング・コンテスト2011
2010年9月10日、タレント・オーディション番組での優勝によって、ユーロビジョン・ソング・コンテスト2011のキプロス代表となることが決まった
。
2011年1月20日、大会参加曲が「San Aggelos S'agapisa（Σαν άγγελος σ'αγάπησα）」であることが発表された。